# Manuel Núñez Encabo
Manuel Núñez Encabo (Soria, 8 de marzo de 1940) es un jurista y político español, catedrático de la Universidad Complutense de Madrid.

## Biografía
Licenciado en Filosofía y Letras y doctor en Derecho, miembro del Partido Socialista Obrero Español, fue elegido diputado el Congreso por la circunscripción electoral de Soria en las elecciones generales de 1979, 1982, 1986 y 1989. Parlamentario del Consejo de Europa de 1983 a 1993 y parlamentario de la Unión Europea Occidental de 1984 a 1993.
Catedrático de Filosofía y Moral del Derecho y de Ciencias Jurídicas en la Universidad Complutense de Madrid, es titular de la cátedra Jean Monet de derecho de ciudadanía europea, nombrado por la Comisión Europea y activo miembro del Ateneo de Madrid. Es miembro del Consejo Económico y Social de España y director general Fundación Española Antonio Machado, y tiene, entre otras distinciones, la Medalla de Plata del Consejo de Europa y Oficial de las Palmas Académicas del Gobierno Francés.
Fue presidente de la Comisión de Arbitraje, Quejas y Deontología de la Federación de Asociaciones de Periodistas de España (FAPE) hasta 2015. Su dimisión se produjo un mes después de que la Comisión de Deontología resolviera que una información publicada por 'El País', que señalaba que el hijo de Núñez Encabo entró en el Consejo Económico y Social aportando "datos falsos" en su currículo, no vulneraba el Código Deontológico periodístico.
A lo largo de su trayectoria profesional ha desempeñado otros importantes cargos y responsabilidades: fue presidente de la Subcomisión de Medios de Comunicación del Consejo de Europa (1989-1993); Miembro del Comité de redacción de la Carta Magna de las Universidades Europeas, firmada en Bolonia en 1988 por todos los rectores europeos; y ponente y redactor del "Código Europeo de Deontología del Periodismo" del Consejo de Europa (2003). También destaca como autor de numerosas obras y publicaciones sobre Derecho y Ética en los medios de comunicación.
Se le recuerda por haber sido el diputado que, durante la segunda sesión de investidura de Leopoldo Calvo Sotelo como presidente del Gobierno, el 23 de febrero de 1981, acababa de votar cuando se produjo el asalto al Congreso de varios guardias civiles al mando del teniente coronel golpista, Antonio Tejero Molina, interrumpiendo la sesión.